# Бойков, Иван Тимофеевич
Иван Тимофеевич Бойков (1920—2002) — Гвардии полковник Советской Армии, участник Великой Отечественной войны, Герой Советского Союза (1945).

## Биография
Иван Бойков родился 2 февраля 1920 года в Минусинске (ныне — Красноярский край) в рабочей семье.
В 1928—1936 годах Бойков учился в школах в Минусинске и Новокузнецке. С февраля 1937 года Бойков работал в Новокузнецке при 7-й дистанции сигнализации и связи Томской железной дороги, был телеграфистом-морзистом, телеграфистом-бодистом, начальником смены телеграфа.
В 1939 году окончил аэроклуб в Новокузнецке. В 1940 году Бойков был призван на службу в Рабоче-крестьянскую Красную Армию Минусинским районным военным комиссариатом Красноярского края. В марте 1941 года он окончил военную авиационную школу пилотов в Новосибирске. С марта 1941 года по октябрь 1942 года был лётчиком-инструктором в той же школе. В октябре 1942 года Бойков был откомандирован в Москву для переучивания на штурмовик «Ил-2». В феврале 1942 года вступил в ВКП(б).
С ноября 1942 года — на фронтах Великой Отечественной войны. Участвовал в боях на Калининском, Воронежском, Степном, 1-м и 2-м Украинском фронтах, был старшим лётчиком, командиром звена, заместителем командира авиаэскадрильи, командиром эскадрильи. К маю 1945 года гвардии старший лейтенант Иван Бойков командовал эскадрильей 155-го гвардейского штурмового авиаполка (9-й гвардейской штурмовой авиадивизии, 1-го гвардейского штурмового авиакорпуса, 2-й воздушной армии, 1-го Украинского фронта). К тому времени он совершил 156 боевых вылетов, наносил удары по железнодорожным эшелонам, аэродромам, скоплениям войск противника. Уничтожил 1 вражеский самолёт в воздухе и 3 — на земле.
Указом Президиума Верховного Совета СССР от 27 июня 1945 года за «образцовое выполнение боевых заданий командования на фронте борьбы с немецко-фашистскими захватчиками и проявленные при этом мужество и героизм» гвардии старший лейтенант Иван Бойков был удостоен высокого звания Героя Советского Союза с вручением ордена Ленина и медали «Золотая Звезда» за номером 4829.
Всего же за годы войны Бойков совершил 171 успешный боевой вылет. После окончания войны Бойков продолжил службу в Советской Армии. В 1954 году он окончил Центральные лётно-тактические курсы усовершенствования офицерского состава. В январе 1956 года в звании полковника был уволен в запас по болезни. В январе 1959 — апреле 1969 годов Бойков работал председателем районного комитета ДОСААФ в Запорожье. Проживал в Запорожье, занимался общественной работой. Умер 5 мая 2002 года, похоронен на запорожском Капустянском кладбище.

## Награды
Был также награждён двумя орденами Красного Знамени, орденом Александра Невского, двумя орденами Отечественной войны 1-й степени, двумя орденами Красной Звезды, медалью «За отвагу» и рядом других медалей.